# Liste der Kulturgüter in Fräschels
Die Liste der Kulturgüter in Fräschels enthält alle Objekte in der Gemeinde Fräschels im Kanton Freiburg, die gemäss der Haager Konvention zum Schutz von Kulturgut bei bewaffneten Konflikten, dem Bundesgesetz vom 20. Juni 2014 über den Schutz der Kulturgüter bei bewaffneten Konflikten sowie der Verordnung vom 29. Oktober 2014 über den Schutz der Kulturgüter bei bewaffneten Konflikten unter Schutz stehen.
Objekte der Kategorie A sind vollständig in der Liste enthalten, Objekte der Kategorie sind auf Gemeindegebiet nicht ausgewiesen, Objekte der Kategorie C fehlen zurzeit (Stand: 1. Januar 2023).

## Kulturgüter
| Foto |                                                                                                  | Objekt                                              | Kat. | Typ | Standort        | Beschreibung                                                                         |
| ---- | ------------------------------------------------------------------------------------------------ | --------------------------------------------------- | ---- | --- | --------------- | ------------------------------------------------------------------------------------ |
| BW   | Datei hochladen · Wikidata zu Chroneholz, eisenzeitliche Grabhügel - Teil Fräschels (Q117038103) | Chroneholz, eisenzeitliche Grabhügel KGS-Nr.: 16755 | A    | F   | 583514 / 205505 | Objekt liegt zum Teil auf dem Gemeindegebiet von Kallnach im Kanton Bern (Nr. 16532) |